# Nemertesia vervoorti
Nemertesia vervoorti is een hydroïdpoliep uit de familie Plumulariidae. De poliep komt uit het geslacht Nemertesia. Nemertesia vervoorti werd in 1991 voor het eerst wetenschappelijk beschreven door El Beshbeeshy. 